# 김성길
김성길(金聖吉, 1983년 9월 14일~)은 대한민국의 은퇴한 축구 선수이다. 선수 시절 포지션은 미드필더이다.

## 축구인 경력

### 선수 경력
고등학교 재학 중이던 2001년 오이타 트리니타 유소년 팀을 지도하고 있던 황보관 감독의 눈에 띄어 오이타 유소년 팀에 입단하였다. 2002년 팀과 프로 계약을 맺었으나 리그 경기에 출전하지 못하였다. 2003년 군대 문제로 인해 국내 복귀를 선택하였고 울산 현대로 이적하였다.
2006년 광주 상무에서의 군 복무를 마치고 경남 FC로 이적하였다.
2009년 부산교통공사로 이적하였고 2011년 오스트레일리아의 골드코스트 유나이티드에서 잠시 활약한 후 선수 생활을 마무리하였다.